# 클램 차우더
클램 차우더(영어: Clam chowder)는 대합이나 가리비를 넣은 미국의 수프로, 대표적으로 맨해튼 클램 차우더와 뉴잉글랜드 클램 차우더가 있다. 맨해튼 클램 차우더는 대합이나 가리비, 소금에 절인 돼지고기, 토마토, 여러 채소를 푹 끓인 수프의 일종이다. 뉴잉글랜드 클램 차우더는 감자와 양파 등의 채소와 크림과 루가 들어간 크림 수프이다.

## 사진

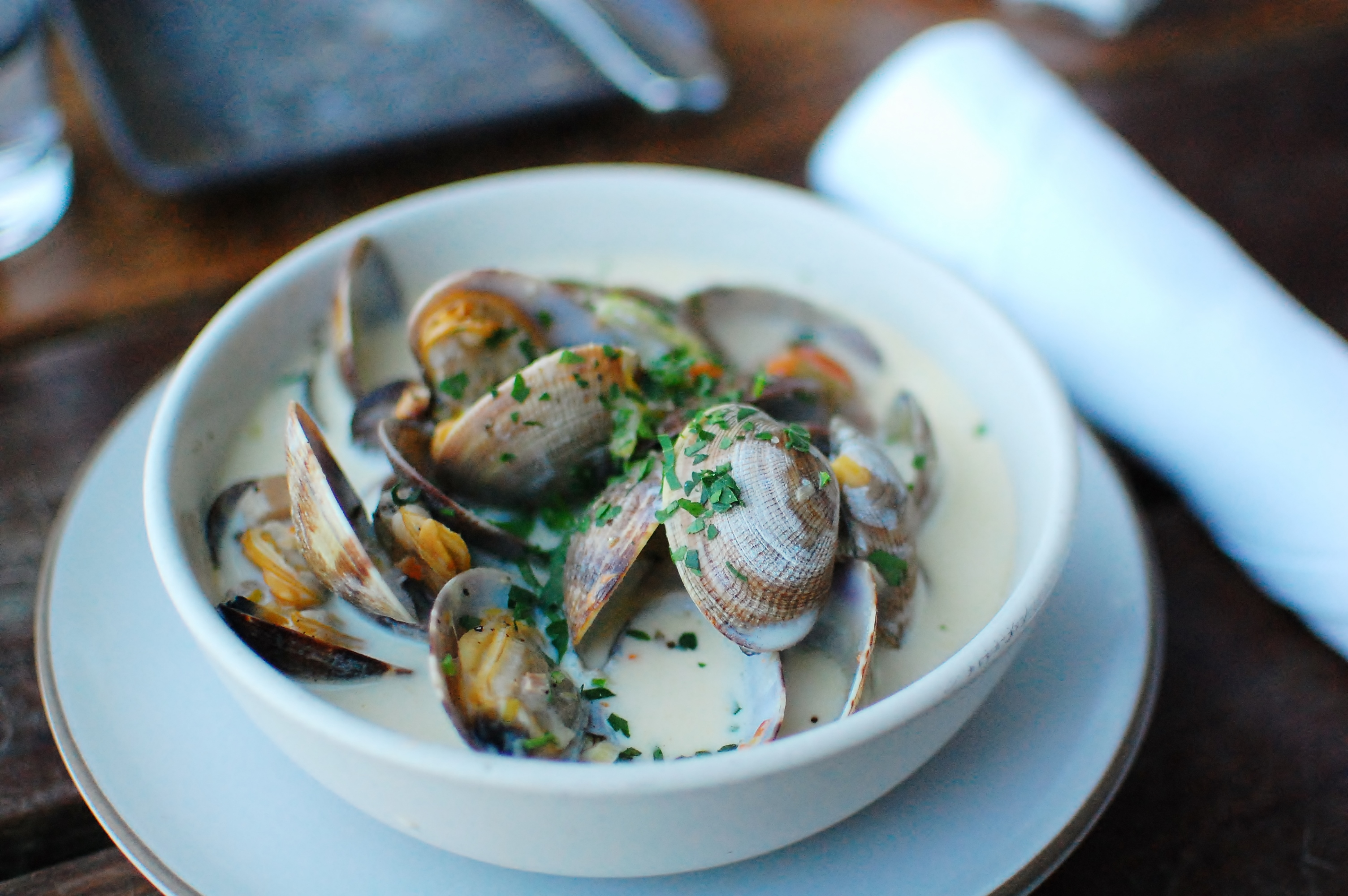
뉴잉글랜드 클램 차우더와 조개
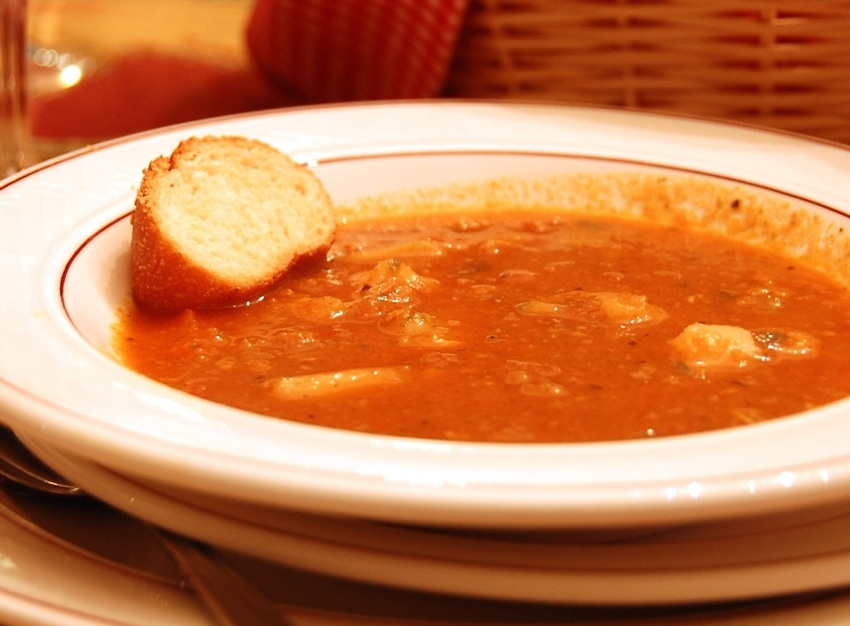
맨해튼 클램 차우더

## 같이 보기
- 바닷가재